# Ungdomsvård
Ungdomsvård är en påföljd i det svenska rättssystemet som infördes den 1 januari 2007
Påföljden är avsedd för ungdomar, främst sådana som är 15-17 år, som har ett särskilt behov av stöd eller hjälp från socialtjänsten. Påföljden motsvarar det som tidigare kallades "vård inom socialtjänsten" och preciseras i varje enskilt fall i ett ungdomskontrakt eller en vårdplan, som bifogas domen i fråga.
Påföljden kan innebära allt från att till exempel lämna urinprov i ett par månader till en längre vistelse på ett behandlingshem.
Ungdomsvård ska inte förväxlas med sluten ungdomsvård, som innebär inlåsning på ett ungdomshem under viss tid, max 4 år.